# Honami Kōetsu
Honami Kōetsu (本阿弥光悦?) (1558-1637) fue un artesano, alfarero, barnizador, calígrafo y pintor del Shogunato Tokugawa. Se ha considerado que su obra inspiró la fundación de la escuela Rinpa de pintura japonesa. A lo largo de su vida trabajó junto al pintor Tawaraya Sōtatsu, el cual se dice que ilustró muchas de las caligrafías de Kōetsu, en especial con el uso de láminas de oro.

## Biografía

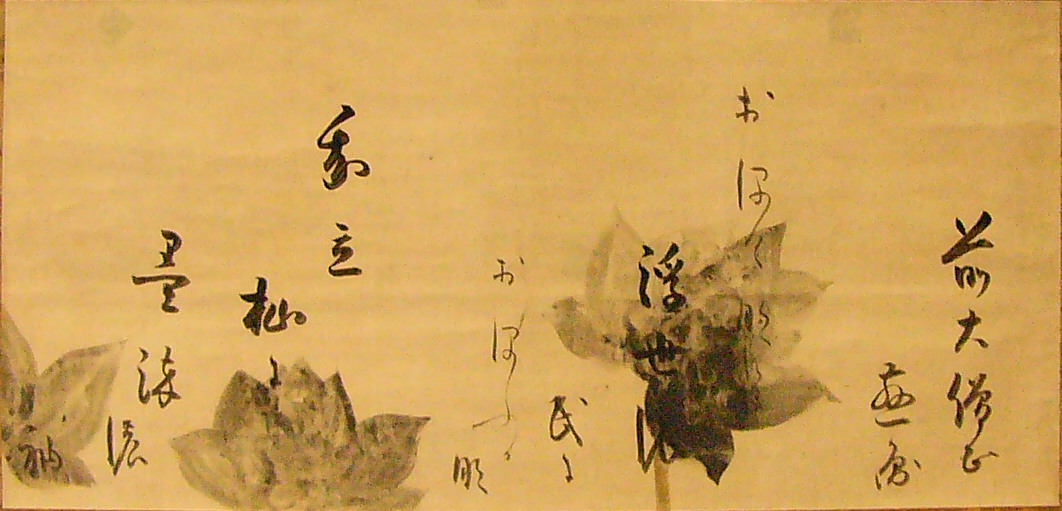
Caligrafía por Kōetsu del siglo XVII sobre papel de oro, y con pintura de flores de loto realizada por Sōtatsu.

Kōetsu nació en el seno de una familia de pulidores de espadas y conocedores del arte de la herrería que estuvieron al servicio de la corte imperial, específicamente bajo las órdenes de los líderes militares Tokugawa Ieyasu y Oda Nobunaga durante el período Sengoku (1467-1603). Su abuelo fue recordado como uno de los consejeros y compañeros del shōgun Ashikaga Yoshimasa. Su padre, Honami Koji (m. 1603), recibió un estipendio regular del clan Maeda, como pago por sus servicios como conocedor de espadas. Kōetsu continuaría la relación de su familia con los Maeda y con el dominio de estos en la provincia Kagan a través de sus prestaciones como experto en espadas, pintura y otros objetos de arte. Mediante su conexión con los Maeda entabló amistad con numerosos miembros de la comunidad artística, como el afamado maestro del arte del té Kobori Enshu. 
También desarrollaría una relación cercana con el teatro Nō, y con la escuela de actores Kanze, que a su vez eran vecinos de su recinto familiar al norte de Kioto. Posiblemente participó en alguna de las producciones teatrales Nō como corista, y diseñó algunas obras artísticas para que fuesen usadas en las presentaciones del teatro.

## Desarrollo artístico
A pesar de que fue entrenado como pulidor de espadas (y no como "forjador de espadas" de acuerdo al sentido común occidental, debido a que en Japón las tareas de forjar, templar y afilar son realizadas por diferentes artesanos), Kōetsu se convirtió en un destacado alfarero, barnizador, y ceramista debido a su interés en la ceremonia del té japonesa, que fue revivida y refinada algunas décadas atrás por Sen no Rikyū. En esta actividad artística es considerado como una de los principales alumnos del maestro del arte del té; Furuta Oribe, y de tal modo del estilo conocido como Raku.